# بانداریا (پیروج‌پور)
بانداریا (به لاتین: Bhandaria) یک روستا در بنگلادش است که در استان باریسال و در ناحیه پیروج‌پور واقع شده است.